# 민부기
민부기(閔富基, 1971년 7월 27일 ~ )는 대한민국의 제8대 대구광역시 서구의원이었다. 그리고 대구광역시 서구 내당동 출신이며, 본관은 여흥 민씨이다.

## 학력
- 대구대성국민학교 39회 졸업
- 죽전중학교 2회 졸업
- 대구공업고등학교 61회 졸업

## 경력
- 육군 병장 만기 제대
- 달구벌 자원봉사단 총무
- 대구·경북 환경시민연대 총무
- 국민참여당 대구시당 부위원장
- 토목설계, 퀵, 택시, 대리운전
- 사범고시 38회 응시
- 검찰사무직 7급 34회 응시
- ㈜신화리서치 영업소 소장
- 김부겸 대구시장 후보 서구 선거대책위원회 공동위원장
- 2017 문재인 대통령 후보 대구 SNS본부 홍보팀장
- 더불어민주당 대구시당 (을)지키는 민생실천 부위원장
- 2018.07 ~ 2021.05 제8대 대구광역시 서구의회 의원
- 2018.07 ~ 2020.07 제8대 대구광역시 서구의회 전반기 사회도시위원회 위원
- 2018.07 ~ 2020.07 제8대 대구광역시 서구의회 전반기 의회운영위원회 위원
- 2018.07 ~ 2020.07 제8대 대구광역시 서구의회 전반기 예산결산특별위원회 위원
- 2020.06.03 더불어민주당 제명
- 2020.07 ~ 2021.05 제8대 대구광역시 서구의회 후반기 사회도시위원회 위원
- 2021.02.22 신자유민주연합 입당

## 공직선거법 위반
- 공직선거법 위반 민부기 서구의원, ‘벌금 500’ 확정…구의원직 상실

## 역대 선거 결과
|  | 11.18% |

|  | 21.20% |

|  | 36.40% |